# Fulfinum
Fulfinum egy ókori római város volt Horvátországban, Krk szigetén, Omišalj közelében a mai Tengermellék-Hegyvidék megyében.

## Fekvése
Az ezeréves omišalji erőd alatt fekvő „Fulfinum - Mirine” régészeti lelőhely az ókori Fulfinum város és egy kora keresztény épületkomplexum maradványait rejti. A lelőhely a Sepen-öbölben, az Ert-félsziget déli oldalán található.

## Leírása
A Sepen-öbölben található tisztáson valószínűleg az 1. század második felében alapítottak a rómaiak várost a veteránok részére, mely szabályos utcahálózattal és az összes akkori infrastruktúrával rendelkezett. A Flaviusok idejében viselt teljes neve (Municipium Flavium Fulfinum) is azt sugallja, hogy már ekkor önálló önkormányzattal rendelkező municipium volt. Korábbi kutatások feltárták a város főterét, a Forumot annak minden létesítményével. Ezenkívül egy raktárakból álló városrészt és az egykori, jól védett kikötő egy részét is feltárták a part közelében. Utóbbit sajnos elpusztították a DINA üzem építése során. A városon kívül található egy régi út maradványa, amely tovább vezet Krk városáig, az út mentén pedig a rómaiak szokása szerint temető fekszik.
A város főtere a Fórum politikai, gazdasági, vallási és társadalmi élet központja volt. A fulfinumi Fórum a város szélén, az északnyugati részen található, minden bizonnyal a városon átvezető főút szélén, amely a part tájolását követve egyenes vonalban haladt át az egész településen, majd valószínűleg tovább haladt Krk irányába. A fő főtér nyilvánvalóan mindazokkal az épületekkel rendelkezett, amelyek a római szokás szerint a város alapvető működéséhez szükségesek voltak. Így a tér északnyugati peremén húzódó, mintegy 1300 m2-t lefedő területen állt a Fórum főtemploma, amelyet a Capitoliumi triásznak (Jupiter, Juno és Minerva), a római vallás fő istenségeinek szenteltek. Egyszerű megjelenésű templomot építettek, amelynek homlokzatában csak négy oszlop volt található, egyszerű belső térrel, mely körülbelül egy méter magasan emelkedett ki a tér járófelületéből. A templomot nyugati és északi oldalán körítőfalak, míg a keleti oldalon az előcsarnok fala határolta.
A Fórum nyugati, hosszú oldalán tavernák sorakoztak, melyekbe nem közvetlenül a Fórumról, hanem a tenger felőli, szemközti oldalról lehetett bejutni. A Fórum keleti részén egy nagyon hosszú épület található, amelynek északi részén csak három kicsi szoba volt, amely előtt egy nagy, két tornáccal szegélyezett belső nyitott udvar volt. Az említett térbe a falban nyitott ajtón keresztül lehet bejutni, amelyet oldalt a tér határolt. Végül a Fórum bejáratát egy portikusz jelölte, amely felett egy felszentelő felirat állt.

## Mirine

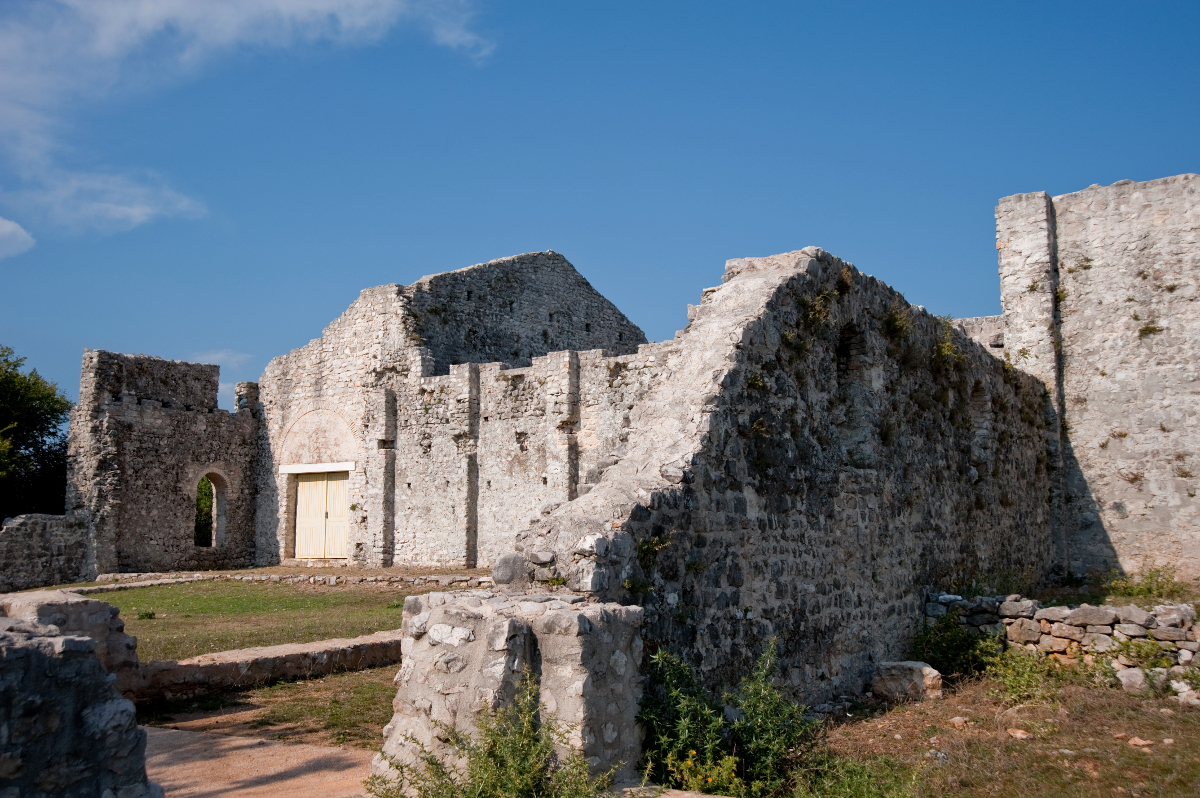
Mirine korakeresztény épületegyüttesének romjai

A város szélén Mirinén, az 5. század közepén építettek templomot. Ez az impozáns, egyhajós templomépület, egyszerű kereszt alaprajzú. Az építkezés első szakaszában elöl egy narthex vagy előcsarnok, a déli oldalon egy tornác és két kisebb oldalhelyiség (a sekrestye előfutára) volt, északon és délen összekötve a szentély falával. Maga a szentély belül egyszerű. Hátulja egyenes vonalú, amely előtt szabadon álló pad volt az áldozat bemutatásához. A pad előtt a szentély előépítménnyel lezárt része található, amelynek közepén állt a kereszt alakú oltárkő. Az előcsarnokban találtak egy szarkofágot, amelyet egy a sziklába vésett üregbe tettek és lefedtek. A szarkofág mellett egy privilegizált sír található két halottal, a 7. és 8. század közötti időszakból. Az átriumot valószínűleg egyidejűleg építették a déli tornáccal, amelynek területén több kiváltságos ember sírja található. A közösség a következő évszázadok során jól szervezett vallási közösséggé fejlődött, amely pontosan nem tudjuk, hogy mely időpontban vette át Szent Benedek tanításait, amint azt későbbi források az Omišalj alatti Szent Miklós apátságnál említitik. Ezen kolostorkomplexumon belül a templom mellett, amely területében és belső kialakításában is változott, a keleti oldalon kisebb gazdasági jellegű épületek találhatók. A nyugati oldalon, a késő ókori komplexum belsejében, legkésőbb a 11. században épült egy kisebb templom, három belső apszissal és egy hozzáépített kisebb helyiség hátsó részén egy belső apszissal.